# Macrotarsipus
Macrotarsipus é um gênero de traça pertencente à família Brachodidae.